# Пудонг
Пудонг (традиционални кинески  浦東 新區 / 浦东 新区, пинјин Pǔdōng Xīn Qū - „Нови округ источно од реке Хуангпу“) је округ кинеске метрополе Шангај у Народној Републици Кини. Пудонг је након ширења пространим градским округом Нанхуи, 2009. године приближно имао 2.686.000 становника на површини од 1.210,41 km². Густина насељености је 2.219,1 становника / км². 
Пудонг је врло млад округ, у коме је ранија градња била ретка, тако да се насељавање овог подручја започето тек  1990. године, наставило импресивним темпом.
На крајњем истоку ове градске четврти гради се планирани град Линганг. Овај пројекат као де пројекта планирања тразвоја Шангаја привукао је пажњу инвеститоре, таленте и иноватор у целом свету. 
Овај нови дом Шангајске зоне слободне трговине и бројних пословних паркова светске класе, седиште је најподржаванијег пословно окружење у граду. Округ нуди ненадмашну политичку подршку за будућа предузећа и поједностављени административни систем и службу јавне безбедности која помажу исељеницима да нађу посао и боравишну дозволу у Пудонгу под врло повољним условима. 

## Историја
Почев од касног 20. века, Шангај се трансформисао у најнапреднији кинески град и постао средиште економског живота земље. Предузети су масовни грађевински пројекти, посебно у области Пудонга.
Пудонг - дословно „Источна обала реке Хуангпу“ - првобитно се односио само на мање развијено земљиште преко пута Старог града Шангаја и иностраних концесија. 
Подручје је углавном било пољопривредно земљиште и споро се развијало, са складиштима и пристаништима у близини обале под управом округа Пуки на западној обали: Хуангпу, Иангпу и Нансхи. 
Пудонг је првобитно основан као округ 1958. године да би 1961. године, округ био подељен на жупаније Хуангпу, Јангпу, Нанши, Вусонг и Шуанша. 
Дана 1. октобра 1992. године првобитно подручје округа Пудонг и округа Шуанша спојило се и успоставило ново подручје Пудонг.
Кинеска влада је 1993. године основала посебну економску зону у Шуаншију, стварајући ново подручје Пудонг. Западни врх округа Пудонг означен је као Лујиазуи финансијска и трговинска зона и постао је финансијско средиште модерне Кине.
У Пудонгу је изграђено много нови, високи небодера који су преобликовали изглед града. Изграђени су нови путеви и аутопутеви у покушају да се град прилагоди страховитом повећању промета, а транзитни систем лаке железнице инаугурисан је раних 1990-их, а затим је знатно проширен. Међународна изложба 2010. године била је велика благодат за развој град. На том простору настало је неколико знаменитих зграда, укључујући Оријентални бисерни торањ, и супер-зграду Јин Мао (високу 420,5 м), Шангајски светски финансијски центар (494 м) и Шангајску кулу (високу 632 м). први трио суседних мега небодера. Ове зграде које су дуж Центуралне авеније видљиве су са историјског Бунда - који сада чине најчешћи хоризонт Шангаја.
Дана 6. маја 2009. године Државно веће је одобрило предлог за спајање округа Нанхуи са Пудонгом и тако обухватло већину источног Шангаја.
Током 2010. години, Пудонг је био домаћин Шангајског сајма, чији терен данас чини јавни парк.
Ново подручје Пудонг састоји се од првобитног округа Пудонг (североисточни део округа Шангај), округа Цхуансха и округа Нанхуи.

## Подокрузи и градови
| Name                           | Кинески (S)        | Пинјин                       | Романизовани Шангајски.                  | Становника (2010) | Површина (km²) |
| ------------------------------ | ------------------ | ---------------------------- | ---------------------------------------- | ----------------- | -------------- |
| Weifang Xincun Subdistrict     | 潍坊新村街道       | Wéifāng Xīncūn Jiēdào        | vij vaon sin tsen ka do                  | 100,548           | 3.89           |
| Lujiazui Subdistrict           | 陆家嘴街道         | Lùjiāzuǐ Jiēdào              | loq ka tzyu ka do                        | 112,507           | 6.89           |
| Zhoujiadu Subdistrict          | 周家渡街道         | Zhōujiādù Jiēdào             | tzoe ka du ka do                         | 144,668           | 5.52           |
| Tangqiao Subdistrict           | 塘桥街道           | Tángqiáo Jiēdào              | daon djio ka do                          | 76,916            | 3.86           |
| Shanggang Xincun Subdistrict   | 上钢新村街道       | Shànggāng Xīncūn Jiēdào      | zaon kaon sin tsen ka do                 | 104,932           | 7.54           |
| Nanmatou Road Subdistrict      | 南码头路街道       | Nánmǎtóulù Jiēdào            | neu mau doe lu ka do                     | 107,130           | 4.22           |
| Hudong Xincun Subdistrict      | 沪东新村街道       | Hùdōng Xīncūn Jiēdào         | wu ton sin tsen ka do                    | 112,031           | 5.51           |
| Jinyang Xincun Subdistrict     | 金杨新村街道       | Jīnyáng Xīncūn Jiēdào        | cin yan sin tsen ka do                   | 206,017           | 8.02           |
| Yangjing Subdistrict           | 洋泾街道           | Yángjīng Jiēdào              | yan cin ka do                            | 146,237           | 7.38           |
| Puxing Road Subdistrict        | 浦兴路街道         | Pǔxìnglù Jiēdào              | phu xin lu ka do                         | 177,468           | 6.25           |
| Dongming Road Subdistrict      | 东明路街道         | Dōngmínglù Jiēdào            | ton min lu ka do                         | 121,449           | 5.95           |
| Huamu Subdistrict              | 花木街道           | Huāmù Jiēdào                 | hau moq ka do                            | 221,327           | 20.93          |
| Chuanshaxin Town* (Chwansha)   | 川沙新镇           | Chuānshāxīn Zhèn             | tseu sa sau sin tzen                     | 420,045           | 139.73         |
| Gaoqiao town                   | 高桥镇             | Gāoqiáo Zhèn                 | ko djio tzen                             | 184,486           | 38.73          |
| Beicai town                    | 北蔡镇             | Běicài Zhèn                  | poq tsa tzen                             | 276,547           | 24.91          |
| Heqing town                    | 合庆镇             | Héqìng Zhèn                  | req chin tzen                            | 132,038           | 41.97          |
| Tang town                      | 唐镇               | Tángzhèn                     | daon tzen                                | 129,267           | 32.16          |
| Caolu town                     | 曹路镇             | Cáolù Zhèn                   | dzo lu tzen                              | 186,012           | 45.58          |
| Jinqiao town                   | 金桥镇             | Jīnqiáo Zhèn                 | cin djio tzen                            | 81,537            | 25.28          |
| Gaohang town                   | 高行镇             | Gāoháng Zhèn                 | ko raon tzen                             | 137,625           | 22.85          |
| Gaodong town                   | 高东镇             | Gāodōng Zhèn                 | ko ton tzen                              | 110,552           | 36.24          |
| Zhangjiang town                | 张江镇             | Zhāngjiāng Zhèn              | tzan kaon tzen                           | 165,297           | 42.10          |
| Sanlin town                    | 三林镇             | Sānlín Zhèn                  | se lin tzen                              | 360,516           | 34.19          |
| Huinan town                    | 惠南镇             | Huìnán Zhèn                  | we neu tzen                              | 213,845           | 65.24          |
| Zhoupu town                    | 周浦镇             | Zhōupǔ Zhèn                  | tzoe phu tzen                            | 147,329           | 42.60          |
| Xinchang town                  | 新场镇             | Xīnchǎng Zhèn                | sin dzan tzen                            | 84,183            | 54.30          |
| Datuan Town                    | 大团镇             | Dàtuán Zhèn                  | da deu tzen                              | 71,162            | 50.45          |
| Kangqiao town                  | 康桥镇             | Kāngqiáo Zhèn                | khaon djio tzen                          | 174,672           | 41.25          |
| Hangtou town                   | 航头镇             | Hángtóu Zhèn                 | raon doe tzen                            | 110,060           | 60.40          |
| Zhuqiao town                   | 祝桥镇             | Zhùqiáo Zhèn                 | tzoq djio tzen                           | 104,945           | 154.60         |
| Nicheng town                   | 泥城镇             | Níchéng Zhèn                 | gnij zen tzen                            | 62,519            | 61.50          |
| Xuanqiao town                  | 宣桥镇             | Xuānqiáo Zhèn                | si djio tzen                             | 59,567            | 45.78          |
| Shuyuan town                   | 书院镇             | Shūyuàn Zhèn                 | syu yeu tzen                             | 59,323            | 66.90          |
| Wanxiang Town                  | 万祥镇             | Wànxiáng Zhèn                | ve zian tzen                             | 24,346            | 23.35          |
| Laogang town                   | 老港镇             | Lǎogǎng Zhèn                 | lo kaon tzen                             | 37,408            | 38.90          |
| Nanhui Xincheng Town**         | 南汇新城镇         | Nánhuì Xīnchéng Zhèn         | neu we sin zen tzen                      | 47,381            | 67.76          |
| Luchaogang Farm                | 芦潮港农场         | Lúcháogǎng Nóngchǎng         | lu dzo kaon non dzan                     | 688               | 9.40           |
| Donghai Farm                   | 东海农场           | Dōnghǎi Nóngchǎng            | ton he non dzan                          | 508               | 15.20          |
| Chaoyang Farm                  | 朝阳农场           | Cháoyáng Nóngchǎng           | dzo yan non dzan                         | 862               | 10.67          |
| Waigaoqiao Free-trade Zone     | 外高桥保税区       | Wàigāoqiáo Bǎoshuìqū         | nga ko djio po seu chiu                  | 1,349             | 10.00          |
| Jinqiao Export Processing Zone | 金桥经济技术开发区 | Jīnqiáo Jīngjì Jìshù Kāifāqū | cin djio cin tzij djij dzeq khe faq chiu | 5,514             | 67.79          |
| Zhangjiang Hi-tech Park        | 张江高科技园区     | Zhāngjiāng Gāo Kējì Yuánqū   | tzan kaon ko khu djij yeu chiu           | 23,617            | 75.90          |

## Галерија
- The Oriental Pearl tower at night
- Pudong from the Bund
- Panoramic view at Shanghai Pudong from the east
- Shanghai's Pudong skyline towers over the Huangpu River
- Lujiazui Finance and Trade Zone, Pudong
- Pudong at night with Oriental Pearl Tower
- Huangpu River at night. “Better City, Better Life” is the theme of Expo 2010.
- View of Pudong area at night time
- View of the Oriental Pearl Tower
- Ship in Front of Oriental Pearl Tower
- Shanghai Oriental Pearl Tower
- Lujiazui at night

## Проблеми
Комунални отпад
Повећање броја становништва, брзи економски раст и раст животног стандарда у заједници убрзавају стварање чврстог комуналног отпада у градовима у развоју. Овај проблем је посебно озбиљан у новом подручју Пудонг, Шангај, Кина. Дневна количина отпада који се генерише у Пудонгу износила је око 1,11 кг по особи у 2006. години. Према тренутном тренду раста становништва, настали чврсти отпад наставиће да се повећава развојем града.